# (500210) 2012 HN30
(500210) 2012 HN30 es un asteroide perteneciente al cinturón de asteroides, descubierto el 23 de marzo de 2012 por el equipo del Mount Lemmon Survey desde el Observatorio del Monte Lemmon, Arizona, Estados Unidos.

## Designación y nombre
Designado provisionalmente como 2012 HN30.

## Características orbitales
2012 HN30 está situado a una distancia media del Sol de 2,668 ua, pudiendo alejarse hasta 2,956 ua y acercarse hasta 2,381 ua. Su excentricidad es 0,107 y la inclinación orbital 14,10 grados. Emplea 1592,39 días en completar una órbita alrededor del Sol.

## Características físicas
La magnitud absoluta de 2012 HN30 es 16,4.